# Kiyokazu Nishikawa
Kiyokazu Nishikawa, född 10 november 1972, är en japansk bågskytt. Han deltog vid olympiska sommarspelen 1992.